# Beauvilliers (Yonne)
Beauvilliers é uma comuna francesa na região administrativa de Borgonha-Franco-Condado, no departamento de Yonne. Estende-se por uma área de 6,43 km². Em 2010 a comuna tinha 74 habitantes (densidade: 11,5 hab./km²).